# 大選挙区制
大選挙区制（だいせんきょくせい）とは、1つの選挙区につき複数名を選出する選挙制度の総称である。

## 概要
大選挙区制(en:multi-member district) は、地域ごとに選挙区を区分けし、一選挙区につき2人以上の当選者を出す選出方法の総称である。広義には、少数代表制や比例代表制を含めることもある。完全連記などの多数代表制を用いることもできるが、同じ定員を複数の選挙区に分割する小選挙区制と比較すると、地域の特性をも反映しにくくなり小政党の進出を難しくする。
死票の少ない選挙結果を得ることができる一方、同一政党間における同士討ち問題が生じるなどの欠点がある。上記のうち、名簿式比例代表制を用いたものを除外する用法もある。
歴史的には、大選挙区制の呼称は、戦前において府県を基本に市部に独立選挙区をおいた1902年から1917年までの衆議院選挙を指す。また、戦後1946年の総選挙で47都道府県中40府県において都道府県単位による選挙区単位としていた制度を指す。
また、選挙関係者の間では、1議会を1選挙区から選出する市区町村議会を大選挙区、複数選挙区に区分して選出する都道府県・政令指定都市議会を中選挙区（定数1の選挙区は小選挙区）と慣例的に呼び分けることがある。(en:At-large)

### 特徴
一つの選挙区につき複数名の当選者を選出することによって、死票が少なく国民の多様な意思を反映した結果を得やすいという長所がある。しかし、同一政党間における同士討ち問題が生じること、候補者は有権者との距離が遠くなること、多数の立候補者に有権者が混乱すること、選挙費用が多額になること、補欠選挙を行いにくいことなどの欠点を合わせもっている。また、単記非移譲式を用いた場合、金権腐敗体質の招きやすいとの指摘がある。

## 選挙方式
政党名簿式比例代表制をのぞくと、投票方式としてはいくつかあり、次のような方式がある。
完全連記制
選出する人数分だけ候補者を選ぶ方式 (Bloc voting)。
制限連記制
選出する人数より少ない人数分の複数の候補者を連記する方式 (Limited voting)。
ボルダ得点
各候補者に1位、2位、3位、と順位をつけて投票し、それぞれの位に応じてポイントを割り振り、ポイントが多い順に当選する方式 (Borda count)。比例代表になるよう改良された種類もある。
単記非移譲式投票
当選者数に関わらず、一人の候補者だけを選んで投票する方式 (Single non-transferable vote)。
単記移譲式投票
優先順位を記述し、その選好によって票が移る方式 (Single transferable vote)。単記でも連記でも順位をつけることができるが、票が生きるのは一つの候補に対してのみである。
認定投票
選出する人数に関係なく自由に単記・連記できる方式 (Approval voting)。 多数代表になるのを避けるために調整が加えられることもある。
累積投票
複数の候補を選んで投票するが、一つの候補に票の価値を集中させることもできる方式  (Cumulative voting)。

## 日本の事例
政党名簿式比例代表制をのぞくと、日本では2021年4月現在、参議院選挙の選挙区の一部と、地方議会議員選挙のほとんどで大選挙区単記非移譲式が採用されている。
衆議院議員選挙では長い間、大選挙区単記非移譲式が用いられてきた(中選挙区制を参照)。また、1890年の第1回衆院選から1898年の第6回衆院選まで2人区において2名連記の完全連記制、1946年の第22回衆院選において、定数10以下の選挙区では2名連記、定数11以上の選挙区では3名連記といった制限連記制が行われていた。また、参議院選挙の全国区制も大選挙区単記非移譲式であった。